# ガンダム オペレーショントロイ
『ガンダム オペレーショントロイ』（MOBILE SUIT GUNDAM OPERATION:TROY）は、2008年6月26日にバンダイナムコゲームスのバンダイレーベルから発売されたXbox 360用ファーストパーソン・シューティングゲーム（FPS）。通称「G.O.T」。

## 解説
アニメ『機動戦士ガンダム』で描かれた一年戦争を舞台に、戦場の一兵士として戦争を戦い抜くゲームである。
「ガンダムシリーズ」を題材としたゲームとして初の対象年齢の設定された作品となる（15歳以上対象、コンテンツアイコン：暴力）。
ガンダムシリーズのゲーム作品初となるFPSでもあり、プレイヤーは兵士を操作する。モビルスーツをはじめとするメカニックはプレイヤーが操作する兵士が乗り込む乗り物という扱いで、これによりモビルスーツ同士の戦闘だけではなく兵士同士の戦い、兵士とモビルスーツとの戦いといったこれまでになかったタイプの戦いが繰り広げられることとなる。
1人用プレイに加え、Xbox Liveを通じた10人まで参加できるネットワークプレイにも対応。

## 沿革
2006年
- 4月開催の「Xbox 360メディアブリーフィング」において『機動戦士ガンダム（仮題）』としてムービーを発表。
- 5月開催の「Electronic Entertainment Expo 2006」においてプレイアブルで出展。米国におけるタイトル「Mobile Ops: The One Year War」と日本版タイトル「ガンダム オペレーショントロイ」も発表（ただし邦題はこの時点では仮題）。
- 9月開催の「東京ゲームショウ2006」においてプレイアブルで出展。同時に発売が2007年9月と発表される。

2007年
- 1月発売の漫画雑誌『月刊ガンダムエース』において本作のコミカライズである『機動戦士ガンダム オペレーション:トロイ』（近藤和久）が連載開始。同年11月発売号においてゲーム発売を待たずして連載終了。
- 予定されていた9月から延期されることを発表。
- 9月開催の「東京ゲームショウ2007」においてプレイアブルで出展。

2008年
- 4月3日：本作の発売日が6月26日になることが決定した。
- 6月26日：幾度かの発売延期の末、発売される。

## 評価
長期にわたって発売延期が繰り返されたことや、海外スタジオ製作のXbox 360用FPSソフトで16人（8vs8）～50人（25vs25）での対戦が一般的である現状で、10人（5vs5）という同時参加人数の少なさ、発売前に公開されたプロモーションムービーのメカの挙動、最初の開発発表時から内容やグラフィックが大幅に劣化していたことなどから発売前に酷評される事も多かった。
発売されてみると、メディアクリエイトの統計データでは本作の初週発売本数は27524本と、当時1万本以上売れるソフトが珍しかった日本のXbox 360ソフトとしては上位に入る売り上げとなった。Xbox 360自体の販売台数も前週からほぼ倍増しており、ハードとセットで購入したユーザーが少なからずいたことが窺える。
また、メディアクリエイトの統計データでは現在Xbox 360の主要販売経路となっているAmazon.co.jpでの販売数を集計に入れていないことから、実際にはより多くの本数が販売されていたものと思われる。
実際に発売されたゲームは前評判どおりゲームとしての作りこみは極めて甘く、
- メカの挙動が物理的におかしい[注釈 4]。
- ヒットエフェクトが無いに等しいため、ダメージを受けているのかどうかが非常に分かり辛く、撃破されるまで被弾に気がつきにくい。
- 歩兵が設置した地雷の除去方法が無い。設置した歩兵ですら除去手段は無い。
- 全体マップを見るためにポーズをかける必要があり、オンラインでは当然その間は完全な無防備になる。
- その全体マップが非常に見づらく、位置を把握し辛い。
- 連邦軍側に武装・装甲共に優れた強力なMSがそろっており、連邦・ジオン間で総合的な戦力差が非常に大きい。
- 歩兵で移動するには広すぎ、モビルスーツで戦うには狭いマップが多い。両側の陣営のリスポーン地点をお互いに狙撃し合えるマップが存在する。

など、批判される点は枚挙にいとまない。しかし、メカニックのモデリングが好評を得たこと、ボイスチャットを使っての5対5のオンラインチーム戦を行えること、マルチプレイのコンクエストモードのゲームバランスが良好だったこと、そして何よりも「多人数でガンダムごっこができるツール」という独自性を確立し、オンライン対戦は活況を呈している。